# Ašókačakra

Zobrazení ašókačakry - výřez z indické vlajky

Ašókačakra je zobrazení dharmačakry o čtyřiadvaceti paprscích. Její zobrazení se dochovalo na mnoha památkách z dob maurjovského krále Ašóky, především sloupech a sloupových hlavicích.
Asi nejznámější zobrazení ašókačakry je přímo na indické vlajce. Zde má modrou barvu a je umístěna v prostředním horizontálním bílém pruhu mezi oranžovým a zeleným pruhem. Dalším významným místem, kde se ašókačakra nachází, je státní znak Indie. Zde se nachází coby součást reliéfní výzdoby podstavce pro sochy lvů. Celý tento výjev byl původně hlavicí Ašókova sloupu ze Sarnáthu.
Slovo ašókačakra je původem ze sanskrtu a je složeninou dvou slov: Ašóka a čakra (jedním z možných významů slova čakra je kolo). Kolo má 24 paprsků. Podle buddhistické symboliky vyjadřuje 12 paprsků členy řetězce Podmíněného vznikání (Patičča samuppáda). Jedná se o buddhistický koncept popisující metafyzický vznik utrpení. Dalších 12 paprsků kola vyjadřuje zničení tohoto řetězce pomocí zániku nevědomosti. Zánikem nevědomosti a psychického podmiňování zaniká všech dvanáct členů řetězce včetně utrpení. 